# درایو این
درایو این (ایتالیایی: Drive In) یک برنامه تلویزیونی ایتالیایی است که توسط آنتونیو ریچی ساخته شده‌است. شش فصل این سریال از سال ۱۹۸۳ تا ۱۹۸۹ در شبکهٔ ایتالیا ۱ پخش شد.
این برنامه به عنوان مبتکرانه‌ترین و محبوب‌ترین برنامه تلویزیونی ایتالیا در دهه ۱۹۸۰ شناخته شده‌است. این برنامه تا حدودی الهام‌گرفته از پخش زنده شنبه شب بود. به دلیل رتبه‌بندی بالای مخاطبان، این برنامه نقش کلیدی در موفقیت شبکهٔ فین‌اینوست سیلویو برلوسکونی (مدیاست فعلی) داشت.
برخی از کمدین‌های ایتالیایی همچون اتسیو گرجو، فرانچسکو سالوی، جورجو فالتی و لری دل سانتو کار حرفه‌ای خود را با این برنامه شروع کردند. پس از موفقیت چشمگیر این برنامه، مجموعه ای از برنامه‌های تقلیدی مشابه تولید شد که چندین مورد از آنها نیز توسط همان آنتونیو ریچی ساخته شد.